# Parastictococcus acaciae
Parastictococcus acaciae är en insektsart som först beskrevs av De Lotto 1961.  Parastictococcus acaciae ingår i släktet Parastictococcus och familjen Stictococcidae.
Artens utbredningsområde är Kenya. Inga underarter finns listade i Catalogue of Life.